# Kravačac
Kravačac (magareći trn, bodljača, lat. Onopordum), rod jednogodišnjeg i dvogodišnjeg raslinja i trajnica iz porodice Compositae. Oko šezdesetak vrsta ovog roda rašireno je kroz južnu Europu, sjevernu Afriku, središnju i jugozapadnu Aziju, Kavkazu i Kanarskim otocima.
U Hrvatskoj su prisutne dvije vrste obični kravačac (Onopordum acanthium) najpoznatiji pod imenom magareći trn i ilirski kravačac (Onopordum illyricum).
Ime roda dolazi od grčkih riječi za magarca (onos) i porde, u značenju nadimanje, jer prema Pliniju, izaziva nadimanje kod magaraca. Korijen i mladi izdanci i liostovi običnog magarečeg trna su jestivi.

## Vrste
1. Onopordum acanthium L.
2. Onopordum acaulon L.
3. Onopordum alexandrinum Boiss.
4. Onopordum algeriense Pomel
5. Onopordum ambiguum Fresen.
6. Onopordum anatolicum Boiss. & Heldr. ex Eig
7. Onopordum arabicum Podlech
8. Onopordum arenarium (Desf.) Pomel
9. Onopordum arenarium M.Hossain & Al-Sarraf
10. Onopordum armenum Grossh.
11. Onopordum blancheanum (Eig) Danin
12. Onopordum boissierianum Raab-Straube & Greuter
13. Onopordum bolivari Pau & Vicioso
14. Onopordum bracteatum Boiss. & Heldr.
15. Onopordum × brevicaule Gonz.Sierra, Pérez Morales, Penas & Rivas Mart.
16. Onopordum candidum Nábelek
17. Onopordum canum Eig
18. Onopordum carduchorum Bornm. & Beauverd
19. Onopordum carduelium Bolle
20. Onopordum carduiforme Boiss.
21. Onopordum caricum Hub.-Mor.
22. Onopordum carmanicum (Bornm.) Bornm.
23. Onopordum caulescens d'Urv.
24. Onopordum cinereum Grossh.
25. Onopordum corymbosum Willk.
26. Onopordum cynarocephalum Boiss. & C.I.Blanche
27. Onopordum cyprium Eig
28. Onopordum cyrenaicum Maire & Weiller
29. Onopordum davisii Rech.f.
30. Onopordum dissectum Murb.
31. Onopordum dyris Maire
32. Onopordum × erectum Gonz.Sierra, Pérez Morales, Penas & Rivas Mart.
33. Onopordum eriocephalum Rouy
34. Onopordum espinae Coss.
35. Onopordum floccosum Boiss.
36. Onopordum hasankeyfense Pinar & Behçet
37. Onopordum heteracanthum C.A.Mey.
38. Onopordum hinojense Talavera & al.
39. Onopordum horridum Viv.
40. Onopordum humile Loscos ex Pau
41. Onopordum illyricum L.
42. Onopordum jordanicola Eig
43. Onopordum laconicum Heldr. & Sartori ex Rouy
44. Onopordum leptolepis DC.
45. Onopordum longissimum Pau
46. Onopordum macracanthum Schousb.
47. Onopordum macrocephalum Eig
48. Onopordum × macronervosum Gonz.Sierra, Pérez Morales, Penas & Rivas Mart.
49. Onopordum magrebiense Talavera et al.
50. Onopordum majorii Beauverd
51. Onopordum mesatlanticum Emb. & Maire
52. Onopordum messeniacum Halácsy
53. Onopordum micropterum Pau
54. Onopordum myriacanthum Boiss.
55. Onopordum nervosum Boiss.
56. Onopordum × onubense Gonz.Sierra, Pérez Morales, Penas & Rivas Mart.
57. Onopordum palaestinum Eig
58. Onopordum platylepis Coss. ex Murb.
59. Onopordum polycephalum Boiss.
60. Onopordum prjachinii Tamamsch.
61. Onopordum sarrafii C.C.Towns.
62. Onopordum seravschanicum Tamamsch.
63. Onopordum sirsangense Rech.f.
64. Onopordum × spinosissimum Gonz.Sierra, Pérez Morales, Penas & Rivas Mart.
65. Onopordum syriacum Holmboe
66. Onopordum tauricum Willd.
67. Onopordum × teddianum Rech.f.
68. Onopordum turcicum Danin
69. Onopordum wallianum Maire